# Малард (Ајова)
Малард (енгл. Mallard) град је у америчкој савезној држави Ајова. По попису становништва из 2010. у њему је живело 274 становника.

## Демографија
Према попису становништва из 2010. у граду је живело 274 становника, што је -24 (-8.1%) становника више него 2000. године.
| Група             | 2000.       | 2010.       |
| Белци             | 294 (98,7%) | 260 (94,9%) |
| Афроамериканци    | 0 (0,0%)    | 0 (0,0%)    |
| Азијати           | 0 (0,0%)    | 0 (0,0%)    |
| Хиспаноамериканци | 0 (0,0%)    | 12 (4,4%)   |
| Укупно            | 298         | 274         |